# Antitype africana
Antitype africana är en fjärilsart som beskrevs av Emilio Berio 1939. Antitype africana ingår i släktet Antitype och familjen nattflyn. Inga underarter finns listade i Catalogue of Life.